# Radek Novák
Radek Novák (5. července 1972 Třebíč – 19. května 2020 Třebíč) byl český hokejista a hokejový trenér.

## Biografie
Radek Novák se narodil v roce 1972. V 28 letech přestal hrát aktivně hokej, začal se věnovat trénování, oženil se a narodily se mu dvě děti – synové. Od roku 2000 působil jako asistent trenéra SK Horácká Slavia Třebíč, od roku 2002 působil jako hlavní trenér SK HS Třebíč do 20 let a také jako manažer mládeže, tam působil až do roku 2006. V roce 2010 krátce působil jako asistent trenéra A-týmu SK HS Třebíč namísto Romana Vondráčka. V roce 2011 se stal opět asistentem trenéra A-týmu SK HS Třebíč, na pozici asistenta působil až do roku 2016. Od té doby působil do roku 2018 jako hlavní trenér mládeže do 18 let v SK HS Třebíč. Od roku 2018 působil jako sportovní manažer SK HS Třebíč a v roce 2020 nastoupil jako hlavní trenér SK HS Třebíč. Působil několik let jako trenér mládeže SK Horácké Slavie Třebíč. V roce 2020 začal trénovat A-tým SK HS Třebíč.
Zemřel náhle v květnu roku 2020, příčinou smrti měla být embolie. Po jeho úmrtí bylo před stadionem KHNP Arena v Třebíči připraveno pietní místo. Pohřeb se konal 27. května roku 2020 v Třebíči.
V roce 2020 získal ocenění čtenářů Sportovec města Třebíče v kategorii Trenér.

## Kariéra
| Sezona       | Klub                     | Soutěž       | Základní část | Základní část | Základní část | Základní část | Základní část | Play off | Play off | Play off | Play off | Play off |
| Sezona       | Klub                     | Soutěž       | Z             | G             | A             | B             | TM            | Z        | G        | A        | B        | TM       |
| ------------ | ------------------------ | ------------ | ------------- | ------------- | ------------- | ------------- | ------------- | -------- | -------- | -------- | -------- | -------- |
| 1990/1991    | TJ Třebíč                | 3. ČHL       | —             | —             | —             | —             | —             | —        | —        | —        | —        | —        |
| 1993/1994    | SK Horácká Slavia Třebíč | 3. ČHL       | —             | —             | —             | —             | —             | —        | —        | —        | —        | —        |
| 1994/1995    | SK Horácká Slavia Třebíč | 3. ČHL       | —             | —             | —             | —             | —             | —        | —        | —        | —        | —        |
| 1995/1996    | SK Horácká Slavia Třebíč | 3. ČHL       | —             | —             | —             | —             | —             | —        | —        | —        | —        | —        |
| 1996/1997    | SK Horácká Slavia Třebíč | 3. ČHL       | —             | —             | —             | —             | —             | —        | —        | —        | —        | —        |
| 1997/1998    | SK Horácká Slavia Třebíč | 2. ČHL       | 39            | 10            | 12            | 22            | 25            | —        | —        | —        | —        | —        |
| 1998/1999    | SK Horácká Slavia Třebíč | 2. ČHL       | 45            | 10            | 10            | 20            | 95            | —        | —        | —        | —        | —        |
| 1999/2000    | SK Horácká Slavia Třebíč | 2. ČHL       | 3             | 0             | 0             | 0             | 0             | —        | —        | —        | —        | —        |
| Celkem v ELH | Celkem v ELH             | Celkem v ELH | 87            | 20            | 22            | 42            | 120           | —        | —        | —        | —        | —        |